# 153 до н. е.

## Події
- В Римі консулами стали представники плебеїв Квінт Фульвій Нобіліор і Тіт Анній Луск.
- Новим консулам було дозволено вступити на посаду з 1 січня (замість 15 березня), що призвело до нового відрахунку календарних років з 1 січня.
- Друга кельтіберська війна. Римляни відправили до Іспанії велике підкріплення.
- Олександр I Валас (самозванець, що видавав себе за сина Антіоха IV Епіфана і спадкоємця трону Селевкідів) висадився в Сирії і легко зайняв Птолемаїду. Його підтримав цар Пергаму Аттал II. Цар Сирії Деметрій I Сотер почав збирати війська і помирився з юдеями.

### Катастрофи
- Більша частина міста Сікіон в Греції була знищена землетрусом.

## Народились
- Гай Семпроній Гракх — давньоримський політичний діяч, трибун, брат Тіберія Гракха (†121 до н. е.).